# Huta Tinggi (Panyabungan Timur)
Huta Tinggi is een bestuurslaag in het regentschap Mandailing Natal van de provincie Noord-Sumatra, Indonesië. Huta Tinggi telt 362 inwoners (volkstelling 2010).